# غينو فورد
غينو فورد (بالإنجليزية: Geno Ford)‏ هو مدرب كرة سلة أمريكي، ولد في 11 أكتوبر 1974 في كامبردج في الولايات المتحدة.